# La Pérégrination vers l'Ouest
Xī Yóu Jì (西游记)
« Le Roi des singes » redirige ici. Pour les autres significations, voir Le Roi des singes (homonymie).
« Le Roi-Singe » redirige ici. Pour le film de 1995, voir Le Roi singe.
« Le Voyage en Occident » redirige ici. Pour le film de 2014, voir Le Voyage en Occident (film).
La Pérégrination vers l'Ouest (chinois simplifié : 西游记 ; chinois traditionnel : 西遊記 ; pinyin : Xī Yóu Jì ; Wade : Hsi Yu Chi ; EFEO : Si Yeou Ki) est un roman de Wu Cheng'en. Il est aussi connu en français sous d'autres titres : Le Voyage en Occident, Le Singe pèlerin, Le Roi-Singe et Pérégrinations vers l'Ouest. Ces différents titres sont surtout dus à son héros principal, Sun Wukong, un singe immortel. Ce roman est connu de longue date au Japon sous le nom de Saiyūki et au Viêt Nam sous le nom de Tây Du Ký. Mais il compte surtout comme l'un des grands classiques de la Chine.
Il retrace l'expédition du moine bouddhiste Tang Sanzang (唐三藏), « Tripitaka de l'Empire des Tang », Tang Sanzang étant un titre honorifique pour les moines ayant la maîtrise de l'ensemble du canon bouddhiste, lui-même appelé en sanskrit, Tripiṭaka (त्रिपिटक), les « Trois Corbeilles ». Xuan Zang se rendit de Chine en Inde pour en rapporter les textes authentiques du courant de la « Conscience seule » (yogācāra), afin de les traduire en chinois. Alors que le roman date du XVIe siècle environ, le réel voyage du personnage historique daterait en fait du VIIe siècle (602-664), décrit par son disciple dans le Dà Táng Xī Yù Jì (大唐西域記), le « Rapport du voyage en Occident à l'époque des Grands Tang » en 646 de l’ère chrétienne.
Dans ce roman fantastique, le moine rencontre toute une série de monstres prêts à le dévorer pour obtenir l'immortalité, car sa chair pure donnerait, dit-on, dix-mille années de vie à qui la mangerait. Il est aidé par des Shén (神) « divinités », des Xiān (仙) « Immortels », des Pú Sà (菩薩 ; Bodhisattva) en sanskrit et des Fó (佛 ; bouddhas) qui tiennent à protéger son voyage périlleux. Shì Jiā Móu Ní (釋迦牟尼) (Śākyamuni), le Bouddha historique, lui envoie la Bodhisattva, Guanyin (觀音), « la Grande Miséricordieuse », qui lui adjoint pour sa part quatre protecteurs : un singe immortel, sorte de Hanumân indien, jadis auto-proclamé Qí Tiān Dà Shèng (齊天大聖), « Grand Saint Égal du Ciel », plus connu sous le nom de Sun Wukong (孫悟空), dont le nom personnel signifie « Conscient de la vacuité », un dragon, Longwang sanjun (龍王三君) « Troisième Fils du Roi-Dragon », transformé en Bái Lóng Mǎ (白龍馬), le « Cheval-Dragon Blanc », qui sert de monture au bonze, un cochon ou sanglier, Zhu Bajie (豬八戒), « huit défenses (interdits religieux) » ou Wù Néng (悟能) « Conscient de ses capacités » qui ne pense qu'à manger et à fonder une famille et enfin un bonze des sables, Sha Wujing (沙和尚) « Moine des Sables », aussi prénommé Wu Jing (悟净) « Conscient de la pureté » qui ne pense lui qu'à devenir meilleur.
Ces quatre personnages fantastiques ont pour mission de protéger le moine San Zang ; il s'agit pour Sun Wukong de s'assagir et de réaliser son potentiel, et pour les deux autres d'effacer les conséquences de leurs erreurs passées qui les ont transformés en Yāo Guài (妖怪) « Démons ». Cette mission leur permettra de racheter leurs fautes passées, d'être pardonnés par le Ciel et de devenir à leur tour des Bouddhas ou des Saints du bouddhisme.
Ce roman fait partie des quatre livres extraordinaires. On peut entrevoir au travers du récit l'époque Ming dont le système politique et administratif est reproduit dans l'entourage des démons et dans leurs relations, ainsi que le syncrétisme idéologique et religieux, mélange de bouddhisme, taoïsme, et confucianisme. À l'instar des autres romans chinois classiques, le récit accorde une large part aux usages ainsi qu'aux combats militaires. Il met au jour les mécanismes du pouvoir, notamment la façon dont sont distribuées les charges mandarinales aux puissants, afin de s'assurer de leur loyauté et non de sanctionner une compétence particulière. À ce double titre, le ton parfois humoristique fait qu'elle a pu être interprétée comme une satire de la société de l'époque.

## Grandes lignes

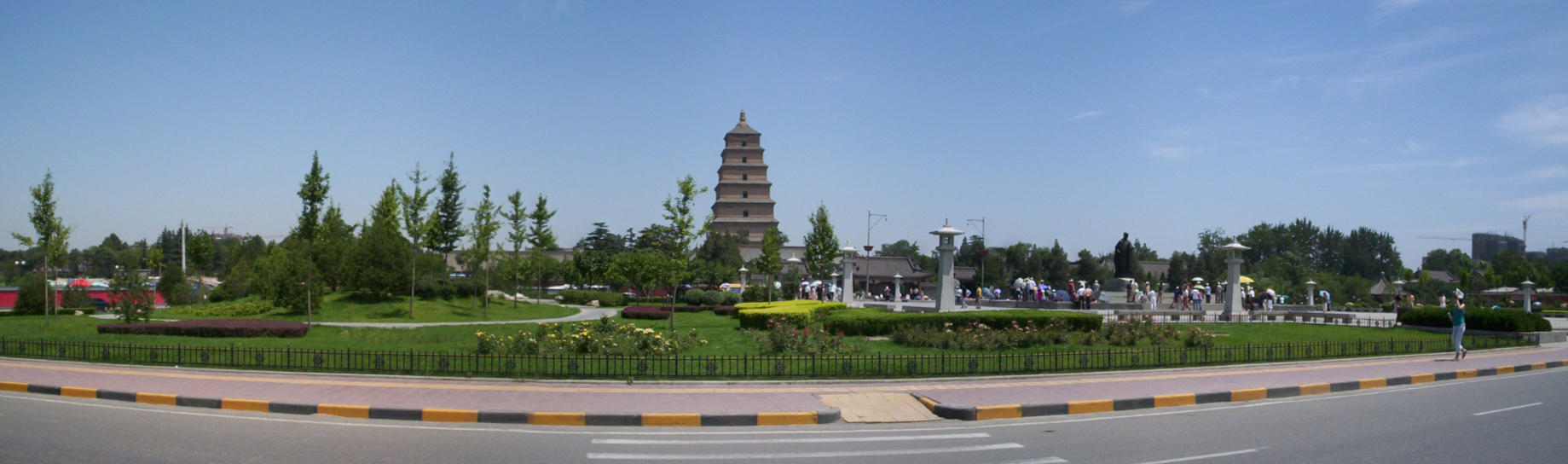
La pagode de la grande oie sauvage, à Xi'an Shaanxi, Chine, où se termine le voyage de Sanzang.

Les premiers chapitres décrivent la naissance de Sun Wukong, dans les « Monts des Fleurs et des Fruits », son intronisation en tant que « Roi des Singes », son initiation dans les arts secrets et magiques avec un Immortel, sa mésaventure avec les « Rois-Dragons » où il va acquérir son arme suprême, le « Bâton de Bon-Plaisir Cerclé d'Or », son séjour aux Enfers, son ascension mandarinale au Ciel ratée par deux fois, sa révolte et son combat titanesque contre les Armées du Ciel et finalement son châtiment par le Bouddha qui l'a condamné à rester cinq-cents ans emprisonné sous la montagne des Cinq Doigts.
Les suivants nous racontent l'amitié de Tang Sanzang avec l'Empereur Tai Zong des Tang, la mission que lui confie Guān Yīn et sa décision de partir chercher les soutras. On passe alors à sa rencontre avec ses disciples ; d'abord Sun Wukong qu'il délivre le premier et qui lui jure fidélité, puis Bái Lóng le Prince-Dragon qui dévore sa monture et devient cette même monture pour le reste du voyage, Zhū Bā Jiè et enfin, Shā Hé Shàng. Le passé humain du moine est même évoqué, et on apprend qu'il serait, en réalité, la réincarnation d'un ancien disciple de Bouddha appelé « Cigale d'or »; puis le voyage se poursuit, rythmé par la rencontre de nombreuses créatures maléfiques des deux sexes plus pittoresques les unes que les autres. Les disciples et plus particulièrement le singe mettent régulièrement leurs pouvoirs fantastiques au service du bonze dont la personnalité, mélange d'incroyable naïveté – qui en fait la proie rêvée des démons – et de sagesse, contribue à donner au Voyage sa coloration quelque peu satirique, jusqu'au but du voyage qui est d'atteindre le royaume de Bouddha afin de se faire remettre les écritures sacrées.

## L'auteur
Le roman fut publié pour la première fois à la fin du XVIe siècle. Comme de coutume, le nom de l'auteur n'était pas mentionné, et les différents éditeurs pouvaient modifier le contenu ou la longueur de l'ouvrage. L'identité de son auteur fut donc longtemps ignorée. Au Japon fut publiée au début du XVIIIe siècle la première traduction en langue étrangère, d'après une version commentée de la fin des Ming intitulée : Critique du Xiyouji par Li Zhuowu ; le Voyage y fut donc publié dans un premier temps sous le nom du commentateur. En Chine, le premier à proposer un auteur fut Wang Jiaxu des Qing  dans son Voyage en Occident à la recherche des preuves de la Voie ; il y attribuait la paternité du Voyage au taoïste Qiu Chuji de la fin des Song . Cette opinion fut reprise par les autres lettrés, jusqu'à la fin de l'ère mandchoue où l'on commença à remarquer que le texte mentionnait des coutumes datant des Ming, et que certaines parties étaient rédigées en dialecte de Huai'an, province du Jiangsu.
L'hypothèse Wu Cheng'en fut publiée pour la première fois par Lu Xun et Hu Shi. On avait, en effet, découvert dans les annales officielles de la préfecture de Huai'an la mention d'un Xiyouji composé par ce lettré. Cette attribution resta longtemps contestée par une partie des spécialistes. En effet, le titre Xiyouji avait déjà été utilisé pour d'autres ouvrages, et les annales officielles ne mentionnent en principe pas les œuvres de fiction. De plus, le catalogue d'un collectionneur de la dynastie Qing, Huang Yuji, le mentionne comme ouvrage géographique. Les écrits de Wu Cheng'en qui nous sont parvenus ainsi que ceux des lettrés avec qui il était en relation ne font nullement référence au roman. Néanmoins, aucun autre candidat plausible n'a pu être proposé, et bien qu'il n'existe pas de preuve positive, le profil de Wu Cheng'en correspond bien à celui qu'on prête à l'auteur, comme l'ont encore montré dans les années 1990 Liu Xiaoye et Yan Jingchang.

## Avant et aprèsLe Voyage
Ce roman est sans doute le plus réussi de l'abondante littérature fantastique de l'époque Ming. Il reprend un thème populaire exploité dès les Tang par la littérature et le théâtre. On peut voir à Dunhuang des illustrations du récit datant du début des Xixia (1032-1227) où apparaît déjà la figure du singe avec un bâton.
Sanzang avait laissé un récit de son voyage : Rapport du voyage en Occident [à l'époque] des Grands Tang rédigé par son disciple Bianji sur ordre de l'empereur Taizong , peut-être sous la dictée du maître, peut-être de mémoire. Peu après, les moines Huili et Yancong écrivirent l'Histoire de Maître Sanzang du temple de la Grande Compassion, qui contient déjà des aventures fantastiques. Dans le domaine de la fiction, on connait les Ballades de la recherche des soutras des Song et les Saynètes du voyage en Occident des Yuan , sans compter les mentions sporadiques des trois compagnons du bonze et de la naissance de Sun Wukong dans le théâtre mongol.
Sous les Ming, avant le roman de Wu Cheng'en, il y eut Les Quatre Voyages, un ensemble de quatre récits :
- la Légende des huit immortels de la grotte d'en haut[46] de Wu Yuantai[47], parfois appelé Voyage en Orient[48].
- Le Voyage dans le Sud[49] et le Voyage dans le Nord[50] de Yu Xiangdou[51], dont les héros sont deux divinités taoïstes.
- Le Voyage en Occident[52] de Yang Zhehe[53], sur le même thème que le célèbre roman.

Le roman n'aurait comporté au départ que 41 chapitres, une soixantaine de plus auraient été écrits ultérieurement en s'inspirant en partie du Voyage dans le Sud. Par ailleurs, le texte de deux chapitres est présent à peu de chose près dans un recueil coréen de littérature chinoise et le Grand Recueil de littérature de Yongle qui prédatent le roman.
Xiyouji Le Voyage vers l'Ouest connut deux suites, Suite du voyage vers l'Ouest et Deuxième partie du voyage vers l'Ouest. Il inspira de nombreux romans : Complément au Voyage vers l'Ouest de Dong Shuo, version satirique anti-mandchou, deux Nouveau Xiyouji de Chen Jing et Tong Enzheng, ainsi que Aussi un voyage en Occident .

## Adaptations
Particulièrement célèbre en Chine et au Japon, le Xiyouji – Voyage vers l'Ouest a fait l'objet d'une multitude d'adaptations : suites et imitations littéraires, rouleaux peints, versions simplifiées et illustrées pour les enfants, bandes dessinées, théâtre, Opéra de Pékin, feuilletons télévisés ou téléfilms.
L'expression populaire : « être comme un singe dans la paume de Bouddha » pour dire « être impuissant » provient d'une scène de ce livre au chapitre VII du livre 2.

### Films
- The Cave of the Silken Web (en), film de Dan Duyu (en) sorti en 1927.
- Le Roi des singes bat le démon de l'os blanc (孙悟空三打白骨精 Sun Wukong Sanda Baigujing), 1960, de Yang Xiaozhong et Yu Zhongying.
- 4 films des studios Shaw Brothers (mandarin) : The Monkey Goes West (1966), Princess Iron Fan (1966), The Cave of Silken Web (1966), The Land of Many Perfumes (1966), réédités en 2003.
- L'Empire du roi-singe (Hallmark TV, 2001) (The Lost Empire) avec Bai Ling, Thomas Gibson, Russell Wong, Eddie Marsan et Randall Duk Kim, histoire contemporaine n'ayant que très peu de rapport avec l'histoire originale.
- A Chinese Tall Story (en) (2005).
- Journey to the West (Chinese: 西遊,; pinyin: Xīyóu) est un film franco-taïwanais de 2014 dirigé par Tsai Ming-liang.
- La trilogie de films sino‑hongkongais Le Roi singe (西遊記) :
  - Le Roi singe 1re partie - La Boîte de Pandore (西遊記第壹佰零壹回之月光寶盒), le 21 janvier ; et Le Roi singe 2e partie - Cendrillon (西遊記大結局之仙履奇緣), le 4 février 1995. Sun Wukong y est interprété par l'acteur Stephen Chow.
  - Le Roi singe 3e partie (大話西遊終結篇 / 大話西遊3) en 2016. Sun Wukong y est interprété par le chanteur‑danseur Han Geng.
- A Chinese Tall Story (情癲大聖), film hongkongais de 2005. Sun Wukong y est interprété par l'acteur Chen Bo-Lin.
- Le Royaume interdit (The Forbidden Kingdom / 功夫之王), film américano‑hongkongais de 2008. Sun Wukong y est interprété par l'artiste martial Jet Li.
- La duologie de films sino‑hongkongais Journey to the West (西遊) :
  - Journey to the West: Conquering the Demons (西遊降魔篇) en 2013. Sun Wukong y est interprété (selon son apparence) par les acteurs Bo Huang et Hangyu Ge.
  - Journey to the West: The Demons Strike Back (西遊伏妖篇) en 2017. Sun Wukong y est interprété par l'acteur Gengxin Lin.
- La série de films sino‑hongkongais The Monkey King (西游記) :
  - The Monkey King (西遊記之大鬧天宮) en 2014. Sun Wukong y est interprété par l'artiste martial Donnie Yen.
  - The Monkey King 2 (西遊記之孫悟空三打白骨精) en 2016. Sun Wukong y est interprété par l'un des « Quatre rois célestes » de la cantopop, Aaron Kwok.
  - The Monkey King 3 (西遊記女儿國) en 2018. Sun Wukong y est interprété par Aaron Kwok.
- Surprise (萬萬沒想到：西遊篇), film chinois à petit budget de 2015 basé sur une série numérique homonyme hébergée par Youku. Sun Wukong y est interprété par l'acteur Liu Xunzimo.
- Wu Kong (悟空傳), film chinois de 2017. Le rôle-titre est interprété par l'acteur Eddie Peng.

### Séries télévisées
- Xiyouji : série télévisée chinoise (1986) diffusée sur CCTV
- Tay Du Ky : série télévisée (1996) (vietnamien sous-titré chinois)
- Monkey Magic[Quoi ?] : série télévisée (1998-1999)
- Xiyouji[Quoi ?] : série télévisée (2000)
- Saiyūki de Shingo Katori (2006)
- A Korean Odyssey[61], drama sorti en 2017, diffusé en France sur Netflix. Il reprend l'histoire dans une version moderne
- Les Nouvelles Légendes du Roi Singe : série télévisée sortie en 2018 et diffusé en France sur Netflix.

### Dessins animés et films d'animation
Le roman a également inspiré de nombreux dessins animés :
- La Princesse à l'éventail de fer : le troisième long métrage chinois en noir et blanc, sorti en 1941.
- Alakazam, le petit Hercule (Saiyūki (西遊記?)), premier long métrage du mangaka Osamu Tezuka sorti en 1960
- Le Roi des singes, 1965, long-métrage couleur des studios de Shanghaï
- La série animée japonaise Gensômaden Saiyuki (西遊記 romaji : Saiyuki, le voyage extrême)
- 날아라 슈퍼보드 (ko), dessin animé coréen, diffusé sur KBS, entre 1990 et 2002 (5 saisons)
- La série animée La Légende du Singe Roi (sortie en 2000, diffusée sur Télétoon).
- Monkey King: Hero Is Back, film d'animation sorti en 2015
- Monkie Kid, série télévisée d'animation diffusée en 2020
- Le Roi singe, film d'animation sorti en 2023

### Théâtre
- Monkey, Journey to the West, opéra pop en neuf tableaux de Chen Shi-Zheng, Damon Albarn et Jamie Hewlett

### Illustration
Il a été illustré par les peintres chinois Zhao Guojing et Wang Meifang qui ont peint sur soie de nombreuses scènes célèbres.
Sun Wukong et, dans une moindre mesure, Zhu Bajie font l'objet d'innombrables utilisations graphiques. Un enfant turbulent peut être comparé à Sun Wukong, « Zhu Bajie » est une moquerie lancée à quelqu'un qui vient de faire une bourde[réf. nécessaire].

### Littérature
- 1972 : Le Singe égal du ciel de Frédérick Tristan
- 1990 : Histoire du Juif errant de Jean d'Ormesson. Le héros, qui ne peut pas mourir, est à une époque de sa vie, Hiuang-Tsang dans ses pérégrinations en Chine et en Inde.

### Bande dessinée

#### En Chine
- 1981 : Le Roi des Singes Vole les Fruits Célestes, Mei Ying (Les Livres du Dauphin, 1990)
- 2007- : Le Voyage en Occident, Peng Chao et Chen Weidong (Xiao Pan Editions)
- Saint (en) (Dashengwang) de Khoo Fuk-lung ; mélange du Xiyouji et du Fengshen Yanyi, où les personnages principaux sont inspirés des deux romans
- Zhao Hongben et Qian Xiaodai, Le roi des singes bat trois fois le démon aux os blancs[62]

#### Au Japon
- 1952-1959 : La Légende de Songoku, Osamu Tezuka
- 1995 : Saiyukiden l'Étrange Voyage vers l'Occident, Katsuya Terada
- 1984-1995 : Dragon Ball de Akira Toriyama[63], manga particulièrement célèbre, est inspiré de La Pérégrination vers l'Ouest.
- 2000- : Patariro, le Voyage en Occident, Mineo Maya, 8 volumes chez Hakusensha
- 2001-2002 : Asobotto Senki Gokū ou Monkey Typhoon (en) hors du japon, Tadashi Agi et Romu Aoi (adapté par la suite en dessin animé)
- 2004-2011 : Saiyuki de Kazuya Minekura

#### À Taïwan
- 2008 : La Pérégrination vers l'Ouest de Tsai Chih-chung (2007)

#### En France
- 1980 : Le Singe, Silverio Pisu et Milo Manara
- 2008 : Le Dieu Singe, Jian Yi et Jean-David Morvan (Delcourt)
- 2019- 2020 : Le Roi Singe, Chaiko (Éditions Paquet)
- 2020 : Les Aventures du Roi Singe, Stéphane Melchior et Vincent Sorel (Gallimard BD)

#### Aux États-Unis
- 2003 : Xin (en), Kevin Lau
- 2006 : American Born Chinese, Gene Luen Yang

### Jeux vidéo
- Enslaved: Odyssey to the West du studio Ninja Theory est un jeu d'action-aventure librement inspiré du conte.
- SonSon : Un jeu d'arcade créé par Capcom librement inspiré du roman et dont le personnage éponyme du jeu est une caricature de Sun Wukong.
- Zhen Ben Xi You Ji sur la Nintendo NES (1994), un jeu de plateau et de baston basé sur le roman.
- Xī Yóujì (aussi connu sous le titre anglais Journey to the Laugh C.U.G.) sur Super A'Can (1995), un jeu de plateformes-action taïwanais où le joueur dirige Sun Wukong.
- Saiyuki Journey West : un jeu de stratégie et d'aventure retraçant la trame du roman originel (Playstation, Koei 2001).
- Black Myth: Wukong : un jeu du studio Game Science (2024) sur PC, Xbox et Playstation 5.
- League of Legends : un jeu du studio Riot Games contenant un personnage nommé « Wukong », très fortement inspiré de Sun Wukong.

## Éditions en français
- Le Singe pèlerin ou le Pèlerinage d'Occident, de Wou Tch'eng-En, traduction par George Deniker de la version anglaise d'Arthur Waley, éditions Payot (1951 et 1990).
- Si Yeou Ki. Le Voyage en Occident, de Wou Tch'eng Ngen, traduction de Louis Avenol, Paris, Le Seuil, 1957. 2 volumes
- La Pérégrination vers l'Ouest (Xiyou ji), de Wu Cheng'en, traduction d'André Lévy, Paris, Gallimard, coll. « La Pléiade », 1991.  — texte intégral, introduction et notes, appendices et index, 2 volumes
- Christophe Marquet (dir.) (ill. Ōhara Tōya, Utagawa Toyohiro et Katsushika Taito), La Pérégrination vers l'Ouest : Intégrale des illustrations de l’édition japonaise de 1806-1837, Strasbourg, Éditions 2024, 2023, 836 p. (ISBN 978-2-383870-79-1, présentation en ligne). Texte abrégé et traduit par Evelyne Lesigne-Audoly et Delphine Mulard. Introductions et commentaires par Christophe Marquet, Vincent Durand-Dastès, Xavier Guilbert et Delphine Mulard.

### Adaptations pour la jeunesse
- Le Voyage vers l'Ouest, Sylvie de Mathuisieulx, d'après le récit qu'en fait Wu Cheng'en, Barr, Calleva, 2011, adaptation pour la jeunesse
- Le Roi des singes, adaptation française de Régis Delage, Gründ, 1992
- Le Roi des singes et la sorcière au squelette, Wou Tcheng-en, adapté par Wang Sing-pei, Gallimard, 1982
- L’Épopée du Roi Singe de Pascal Fauliot (éditions Casterman épopée, 2000 et 2008)